# Bojmany

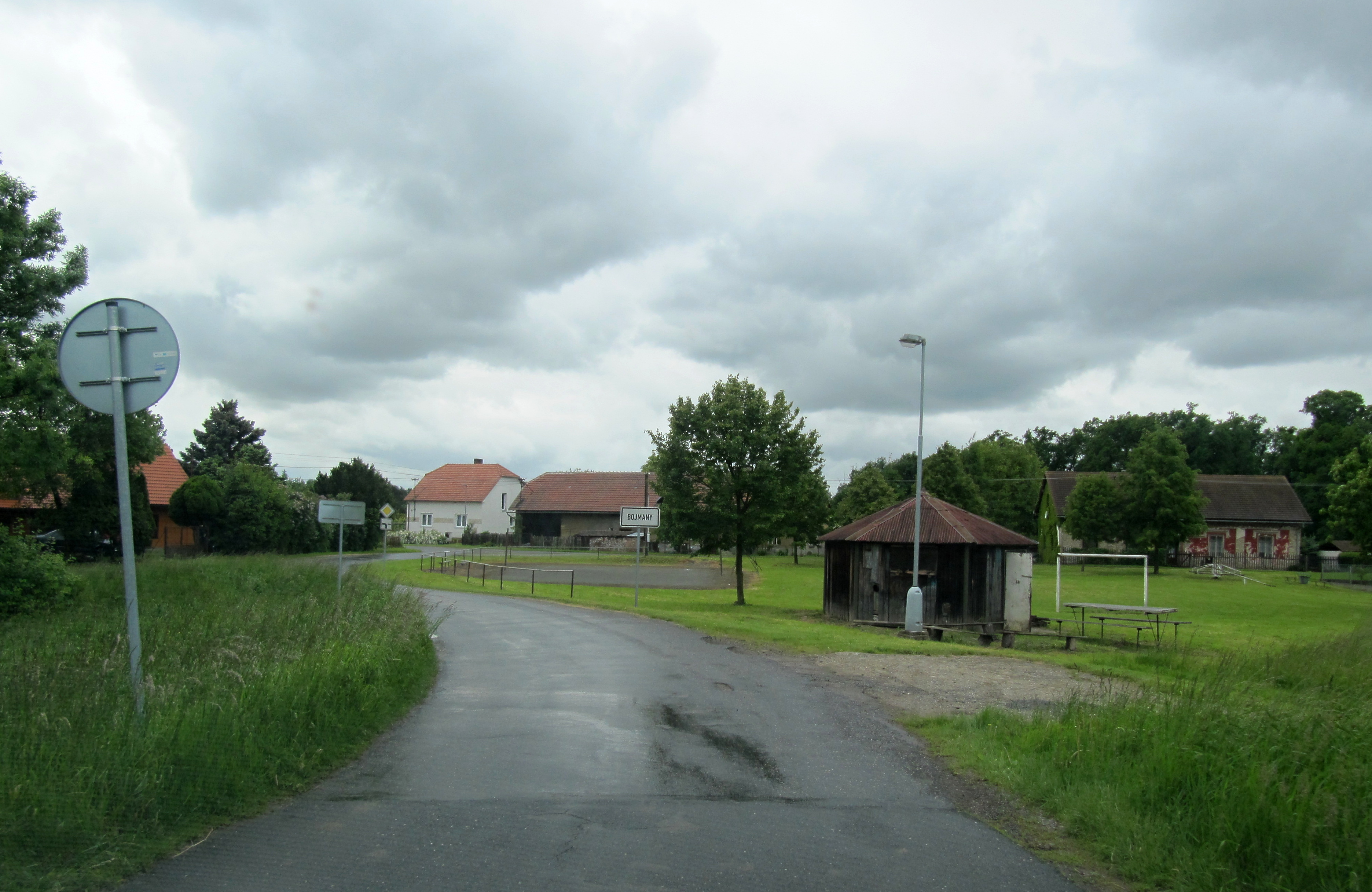
Ortseingang Bojmany

Bojmany (deutsch: Bojmans, früher Bogmann) ist ein Ortsteil der Minderstadt Žehušice im Okres Kutná Hora in der Mittelböhmischen Region in der Tschechischen Republik. Er liegt etwa 2,5 Kilometer östlich von Žehušice. Im Ort leben 82 Einwohner. Bojmany ist auch der Name des gleichnamigen Katastergebietes des Dorfes mit einer Ausdehnung von 1,37 Quadratkilometern.

## Geographie
Bojmany liegt linksseitig der Doubrava in deren breiter Flussebene. Östlich des Dorfes erstreckt sich das Wildgehege Žehušická obora, südlich fließt der von der Doubrava abzweigende Mlýnský potok.
Nachbarorte sind Horka I und Svobodná Ves im Norden, Brambory im Nordosten, Zaříčany im Osten, Zbyslav und Výčapy im Südosten, Vlačice im Süden, Druhanice und Chotusice im Südwesten sowie Žehušice und Borek im Nordwesten.

## Geschichte
Archäologische Funde belegen eine Besiedlung der Katasters während der Jungsteinzeit.
Die erste urkundliche Erwähnung des Dorfes erfolgte 1257 als Besitz der Brüder Bohuslav und Sulislav von Bojmany. Nachfolgend wurde das Dorf als Boyman (1272), Boymans (1312), Woymanns (1322) bzw. Boemans (1385) bezeichnet. Der Ortsname leitet sich wahrscheinlich von Bohemia ab. 1364 erfolgte der Bau einer Pfarrkirche. Das Dorf gehörte zur deutschsprachigen Kuttenberger Sprachinsel, welche bis zu den Hussitenkriegen bestand. Vom 14. bis zum 15. Jahrhundert besaßen wohlhabende Kuttenberger Bergbauunternehmer das Dorf, im 16. Jahrhundert wurde es Teil der Herrschaft Žehušice. Diese ließ 1706 in Bojmany acht Häuser für Landarbeiter errichten. Im Jahre 1819 wurde die Kirche abgebrochen, ihre Glocken wurden den Kirchen von Žehušice und Rohozec überlassen.
Im Jahre 1840 bestand Boiman bzw. Bogmany, auch Bogenau oder Boyanow genannt, aus 36 Häusern, in denen 215 Personen lebten. Im Dorf waren noch Reste des Sitzes der Ritter von Bojan erhalten. Abseits befand sich ein Jägerhaus. Pfarrort war Chotusitz.
Nach der Aufhebung der Patrimonialherrschaften bildete Bojmany ab 1850 eine Gemeinde im Gerichtsbezirk Časlau bzw. im Tschaslauer Bezirk. 1868 wurde eine Schule eröffnet.  1929 erfolgte der Anschluss von Bojmany an das Elektrizitätsnetz. Im Zuge der Gebietsreform von 1960, bei der der Okres Čáslav aufgehoben wurde, kam Bojmany zum Okres Kutná Hora und wurde nach Žehušice eingemeindet.

## Sehenswürdigkeiten
- Glockenturm
- Wildgehege Žehušická obora